# The Pier Shops at Caesars
The Pier Shops at Caesars es un centro comercial localizado en cuatro pisos en el Pier at Caesars en la ciudad de Atlantic City adyacente al Caesars Atlantic City en Atlantic City, Nueva Jersey en la cual está conectado vía un puente aéreo desde el segundo piso. El centro comercial antes se llamaba Shops on Ocean One, aunque originalmente se llamaba Million Dollar Pier.
El pier muchas tiendas exclusivas, como Gucci, Hugo Boss, Louis Vuitton, Armani A/X, bebe y Burberry, y nueve restaurantes, incluyendo Philadelphia restaurateur Stephen Starr's Buddakan y The Continental, Boston restaurateur Patrick Lyons' Game On!, Trinity Pub & Carvery, y Sonsie, al igual que Phillips Seafood of Baltimore. También tiene una capilla para bodas.
El centro comercial está dividido en tres secciones:
- El puente (primer piso)
- The Boardwalk (segundo piso)
- The Promenade (tercer piso)

## Fuente
"The Show" es el show de fuentes de agua más grande que se hace dentro del centro comercial. Se inauguró en agosto del 2006. La fuente está sincronizada coreagráficamente e interáctivamente con juegos y música. 

The pier abrió en el 2006 como parte del proyecto de revitalización de Atlantic City.